# Péter Zwack
Péter János Zwack (21 de mayo de 1927 – 5 de agosto de 2012) fue un hombre de negocios húngaro y diplomático, exembajador de Hungría en los Estados Unidos entre 1990 y 1991.

## Biografía

### Emigración
Zwack nació en el seno de la familia de un prominente, que era propietaria del Zwack PLC. Durante la Segunda Guerra Mundial, Budapest y la fábrica de Zwack fueron completamente destruidas. Después de la guerra, el nuevo régimen comunista, nacionalizó la fábrica en 1948. La familia Zwack huyó del país. János Zwack con su hijo Peter, bisnieto de József Zwack, el fundador de la fábrica, fue capaz de escapar con la receta original de Zwack en el bolsillo. Béla Zwack se quedó atrás para dar al gobierno comunista una "falsa" receta Zwack y pasó a convertirse en una trabajador común de la fábrica.
Mientras tanto, János y Péter emigraron a los Estados Unidos y después de varios meses en el campamento de refugiados de la Isla Ellis se les concedió la entrada a EE. UU. únicamente porque tenían la receta Zwack. Más tarde se estableció en Bronx en 1949 cuando Péter tenía 22 años. Fue en los EE. UU. que Péter aprendió todos los entresijos de la industria de bebidas alcohólicas.
Los años siguientes fueron un goulash de la vida en movimiento: Péter Zwack vendió aspiradoras en Queens y era un importador de vinos en Chicago. Se convirtió en un norteamericano, luego se trasladó a Milán, Italia, donde su padre estaba haciendo Unicum, luego a Viena para la fabricación de aguardiente. Más tarde, vivió en Florencia con su esposa, Anne Marshall Zwack, una escritora.
Junto con Tibor Eckhardt fundó una organización benéfica llamada First Aid for Hungary en 1956 que ayudó a los refugiados de la revolución húngara de 1956.

### Embajador de Hungría en los Estados Unidos
En 1988, justo un año antes de la caída del comunismo, Zwack regresó a Hungría y se reanuda la producción con la fórmula Zwack original. Él recompró la empresa familiar del estado en el verano de 1989, y en la primavera de 1990, el producto Zwack original fue reintroducido en el mercado húngaro. Ese mismo año, Peter fue nombrado embajador de Hungría en los Estados Unidos. Como resultado, Zwack renunció a su ciudadanía estadounidense.
Un año más tarde, le dieron 48 horas para hacer las maletas y dejar su puesto. El gobierno húngaro anunció en abril que iba a terminar su gira en julio. Sin embargo, su salida se aceleró después de haber criticado al ministro de Relaciones Exteriores, Géza Jeszenszky, en acusaciones publicadas en la prensa de Budapest.
Camino a su salida, que comenzó con una convocatoria pública para pedir la renuncia de Jeszenszky, incluía afirmaciones detalladas de la interferencia política en el funcionamiento interno de la embajada, y de un enfoque torpe a delicados asuntos diplomáticos. El gobierno húngaro evitó comentar sobre las acusaciones específicas de Zwack, en lugar de centrarse en la salida explosiva del embajador. El primer ministro József Antall preguntó cuándo tenía un embajador que pidió la dimisión de su ministro de Relaciones Exteriores, jamás se les ha permitido "para continuar su actividad sin perturbaciones en su puesto".

### Carrera política en Hungría
Zwack fue elegido presidente del Partido de Empresarios en 1992. Dos años más tarde hizo una alianza electoral con el SZDSZ, Fidesz y la Alianza Agraria, según la cual él era el candidato común de los cuatro partidos en Kecskemét durante las elecciones parlamentarias de Hungría de 1994. Zwack ganó un asiento en la Asamblea Nacional de Hungría como el único diputado independiente. Él dimitió de su posición líder del partido en 1995. Entre 1995 y 1997 fue miembro del Premio Kossuth y Premio del Comité Széchenyi.
Durante las elecciones parlamentarias de Hungría de 1998 que fue apoyada por SZDSZ, no repitió su éxito de hace cuatro años. Después de que se unió a la SZDSZ. En 1999 se convirtió en un miembro de la dirección del partido. Fue uno de los encargados de Negocios del partido desde 2000 hasta 2003. En 2002 fue elegido miembro del parlamento de nuevo, pero renunció medio año más tarde.

## Muerte
Zwack murió en Italia el 5 de agosto de 2012 a la edad de 85 años. La empresa familiar fue continuada por sus dos hijos menores, Sandor e Izabella.